# Lasse Krantz
Lars Vilhelm "Lasse" Krantz, född 10 augusti 1903 i Kristianstad, död 10 januari 1973 i Hedvig Eleonora församling i Stockholm, var en svensk skådespelare, sångare och revyartist. 

## Biografi
Krantz kan räknas till de verkligt legendariska revyartisterna i svensk nöjeshistoria. Han började som turnerande artist med Söderblom-Petterssonska sällskapet och kom till Pallas-Teatern i Stockholm 1925. Krantz visade sig tidigt vara en skicklig kuplettsångare, vilket uppmärksammades i en revy på Folkets hus teatern 1928. Han spelade revy och operett i Malmö och Köpenhamn på 1930-talet, men blev riktigt stor först på 1940-talet när han medverkade i Gösta Jonssons revy på Folkan i Stockholm. 
1941–1958 var Lasse Krantz, med undantag för några kortare avbrott, den stora stjärnan i revyerna på Scalateatern. Han gjorde många uppskattade damimitationer; här kan nämnas till exempel hans parodi på Greta Garbo.
Under 1960-talet sågs Krantz på många olika scener. Han var hos Knäppupp i revyn Två träd, turnerade med Riksteatern som gangster i pjäsen Född igår och gestaltade baron Zeta i Glada Änkan på Oscarsteatern 1967. Krantz gästspelade på Södra Teatern i Malmö och hos Tjadden Hällström på Lilla Teatern i Norrköping.
Krantz gjorde totalt 28 filmroller 1931–1968. Sitt sista TV-framträdande gjorde han i programmet Önskereprisen kvällen före sin död. Lasse Krantz är gravsatt i minneslunden på Skogskyrkogården i Stockholm.

## Filmografi
- 1931 – Lika inför lagen
- 1941 – Så tuktas en äkta man
- 1942 – Lyckan kommer
- 1944 – Dolly tar chansen
- 1944 – Fattiga riddare
- 1944 – Klockan på Rönneberga
- 1945 – I Roslagens famn
- 1946 – Djurgårdskvällar
- 1946 – Peggy på vift
- 1946 – Bröllopet på Solö
- 1947 – Skepp till Indialand
- 1947 – Två kvinnor
- 1948 – Loffe på luffen
- 1949 – Med flyg till sjunde himlen
- 1950 – Kyssen på kryssen
- 1950 – Påhittiga Johansson
- 1951 – 91 Karlssons bravader
- 1955 – Janne Vängman och den stora kometen
- 1956 – Flickan i frack
- 1957 – Räkna med bråk
- 1961 – Lustgården
- 1963 – Fan ger ett anbud
- 1965 – Nattmara
- 1966 – Yngsjömordet
- 1968 – Bamse

## Teater

### Roller (ej komplett)
| År   | Roll             | Produktion                                            | Regi             | Teater                            |
| ---- | ---------------- | ----------------------------------------------------- | ---------------- | --------------------------------- |
| 1925 |                  | Rutigt och randigt, revy Max Lander och Max Roland    | Willi Wells      | Pallas-Teatern/ Södermalmsteatern |
| 1925 |                  | En orolig bröllopsnatt, revy Gran.                    | Willi Wells      | Södermalmsteatern                 |
| 1926 | Medverkande      | Trumf i hjärter, revy Max Lander och Max Roland       | Willi Wells      | Södermalmsteatern                 |
| 1926 | Medverkande      | Amor och kvinnofriden, revy Gran                      | Willi Wells      | Södermalmsteatern                 |
| 1926 | Medverkande      | I fruntimmersveckan, revy Gran                        | Willi Wells      | Södermalmsteatern                 |
| 1926 |                  | Farliga kvinnor Gran                                  |                  | Södermalmsteatern                 |
| 1927 | Medverkande      | Kärlekskarusellen, revy Bejve & C:o                   | Willi Wells      | Södermalmsteatern                 |
| 1927 | Medverkande      | Ta trapporna, revy Björn Hodell och John Botvid       |                  | Folkets hus teater                |
| 1928 | Medverkande      | Sådan är du, revy Karl-Ewert                          |                  | Folkets hus teater                |
| 1928 | Kranzki          | Spindeln Fulton Oursler och Lowell Brentano           |                  | Södra Teatern                     |
| 1932 | Medverkande      | Här va' de'!, revy Gösta Stevens och Kar de Mumma     | Björn Hodell     | Södra Teatern                     |
| 1950 | Medverkande      | Komik på liten gata, revy Nils Perne och Sven Paddock | Sven Paddock     | Scalateatern                      |
| 1951 | Medverkande      | Vi valsar igen, revy Nils Perne och Sven Paddock      | Sven Paddock     | Scalateatern                      |
| 1959 |                  | En midsommarnattsdröm William Shakespeare             | Sandro Malmquist | Skansens friluftsteater           |
| 1959 | Medverkande      | Två träd, revy Karl Gerhard                           | Hasse Ekman      | Idéonteatern                      |
| 1960 | Harry Brock      | Född i går (Born Yesterday) Garson Kanin              | Jerk Liljefors   | Riksteatern                       |
| 1961 | Trikåfabrikanten | Vita hästen Hans Müller och Ralph Benatzky            | Egon Larsson     | Oscarsteatern                     |
| 1964 | Ragueneau        | Cyrano de Bergerac Edmond Rostand                     | Per Oscarsson    | Skansens friluftsteater           |
| 1967 | Baron Mirko Zeta | Glada änkan Franz Lehár, Victor Léon och Leo Stein    | Mimi Pollak      | Oscarsteatern                     |